# São Luís do Guaricanga
São Luís do Guaricanga é um distrito do município de Presidente Alves, no estado de São Paulo, no Brasil. Fica próxima a Bauru e Pirajuí. Pode ser acessada pela Rodovia Marechal Rondon. Está a mais ou menos 450 quilômetros da cidade de São Paulo. 

## Topônimo
"Guaricanga" é um tipo de palmeira (Geonoma spixiana). Também designa uma palhoça feita com folhas dessa planta.

## História
Abrigou imigrantes italianos em fins do século XIX e começo do século XX, para trabalharem em lavouras.